# Noventa Padovana
Noventa Padovana (Noénta in veneto) è un comune italiano di 11 331 abitanti della provincia di Padova in Veneto, parte integrante dell'area metropolitana del capoluogo.
Con un reddito medio (dichiarato) di 25.808 € per abitante nel 2019, Noventa risulta il comune più benestante della provincia superando anche il capoluogo; inoltre è l'ultimo comune della Riviera del Brenta partendo da Venezia.

## Geografia fisica

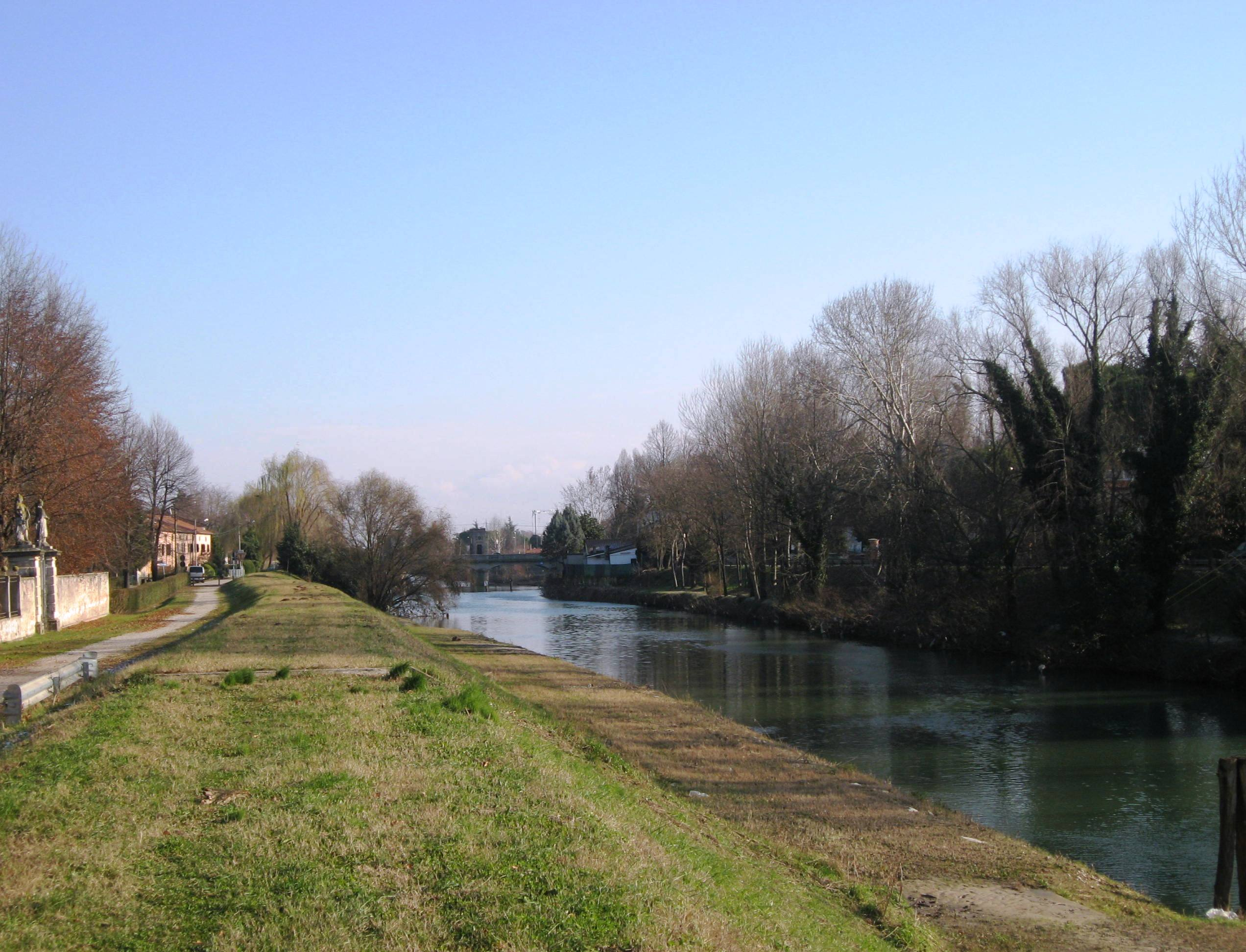
Il Canale Piovego in prossimità di Villa Giovannelli Colonna

Situata a otto chilometri ad est dal centro di Padova, Noventa rappresenta una vera e propria cintura tra la vicina città e la Riviera del Brenta. Posizione geografica, comunanza di vicende storiche e, soprattutto, la presenza di un gruppo di ville venete di grande rilievo rendono, infatti, Noventa l'ultimo paese della Riviera, posto a chiusura dell'itinerario suggestivo che dalla Laguna di Venezia giunge a Padova.
La presenza di ville nel territorio ne ha notevolmente condizionato lo sviluppo urbanistico: Noventa, infatti, non ha un vero e proprio centro e la popolazione si addensa sia nei pressi di Camin e Ponte di Brenta, a ridosso di Padova, sia verso Stra con il quartiere Oltrebrenta.

## Origini del nome
Il toponimo Noventa, presente nelle testimonianze medievali padovane a partire dal 918, sembra richiamare il termine latino Nova o Novale, ovvero terra di recente messa a coltura, proprio per via delle bonifiche effettuate in quell'epoca nelle zone paludose del Brenta.

## Storia
In origine Noventa era un villaggio rurale soggetto alla vicina Padova e la sua fondazione, probabilmente, risale al periodo in cui queste terre erano abitate dagli Eneti. Dai documenti è accertato che, fino al 1400, il territorio era compreso fra i beni dei canonici della cattedrale di Padova.

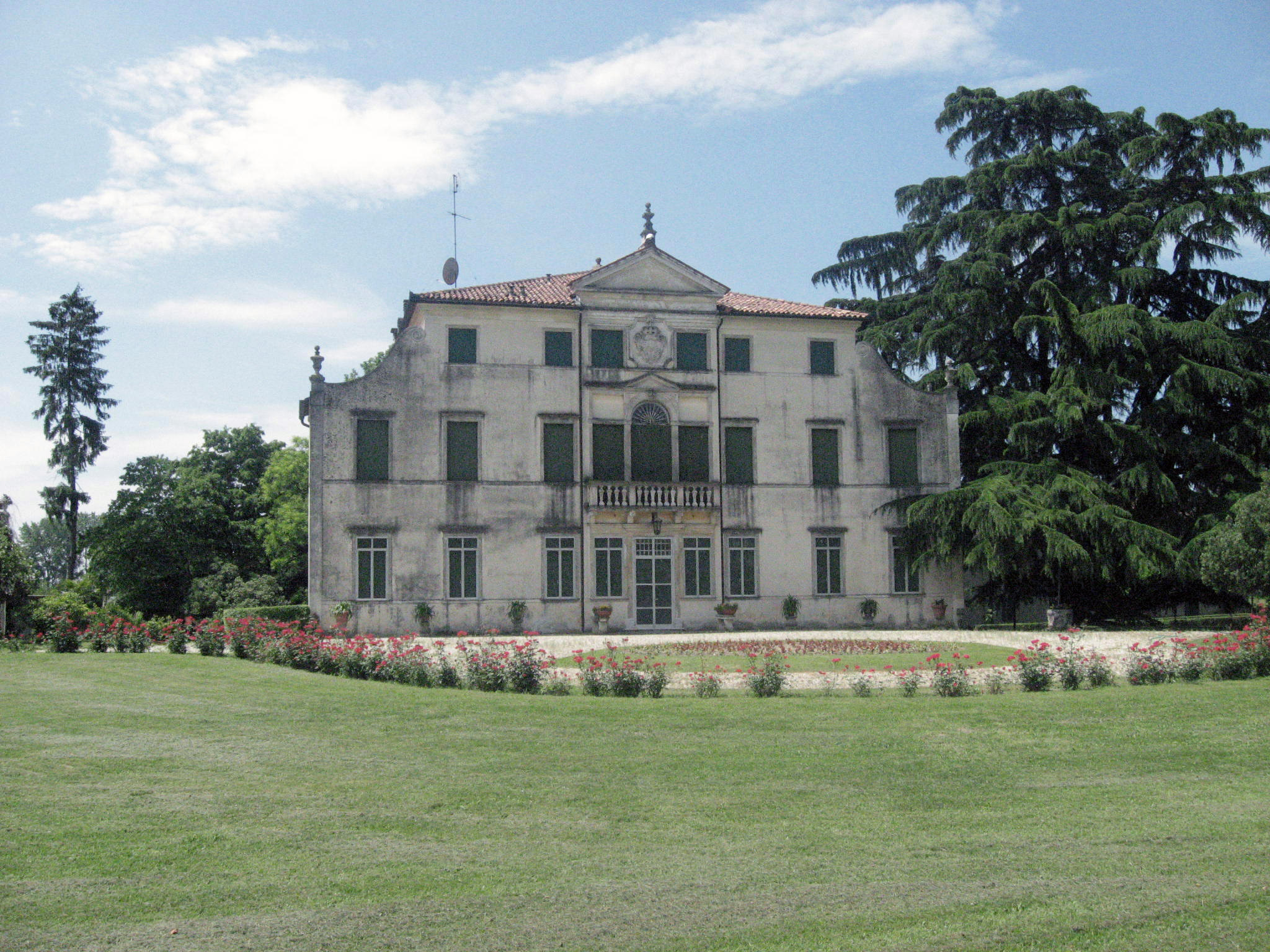
Villa Manzoni, costruita lungo l'antico corso del Brenta

Nei secoli XI e XII Noventa fu un porto fluviale di particolare importanza nei collegamenti con Venezia, soprattutto dopo l'escavazione del Canale Piovego, compiuta dal libero comune di Padova tra il 1209 e il 1210, e la costruzione del ponte sul canale. Si trattava di ponte a singola arcata, secondo l'uso medievale, e si trovava al termine di un piccolo bacino a bottiglia in cui stavano infisse le bricole, pali di legno riuniti a due o a tre, tipici della Laguna veneta. Nel 1919 fu eretto l'attuale ponte con le chiuse, e il vecchio cadde in disuso finché fu demolito: resti dei gradini di accesso si possono scorgere lungo l'argine sinistro.

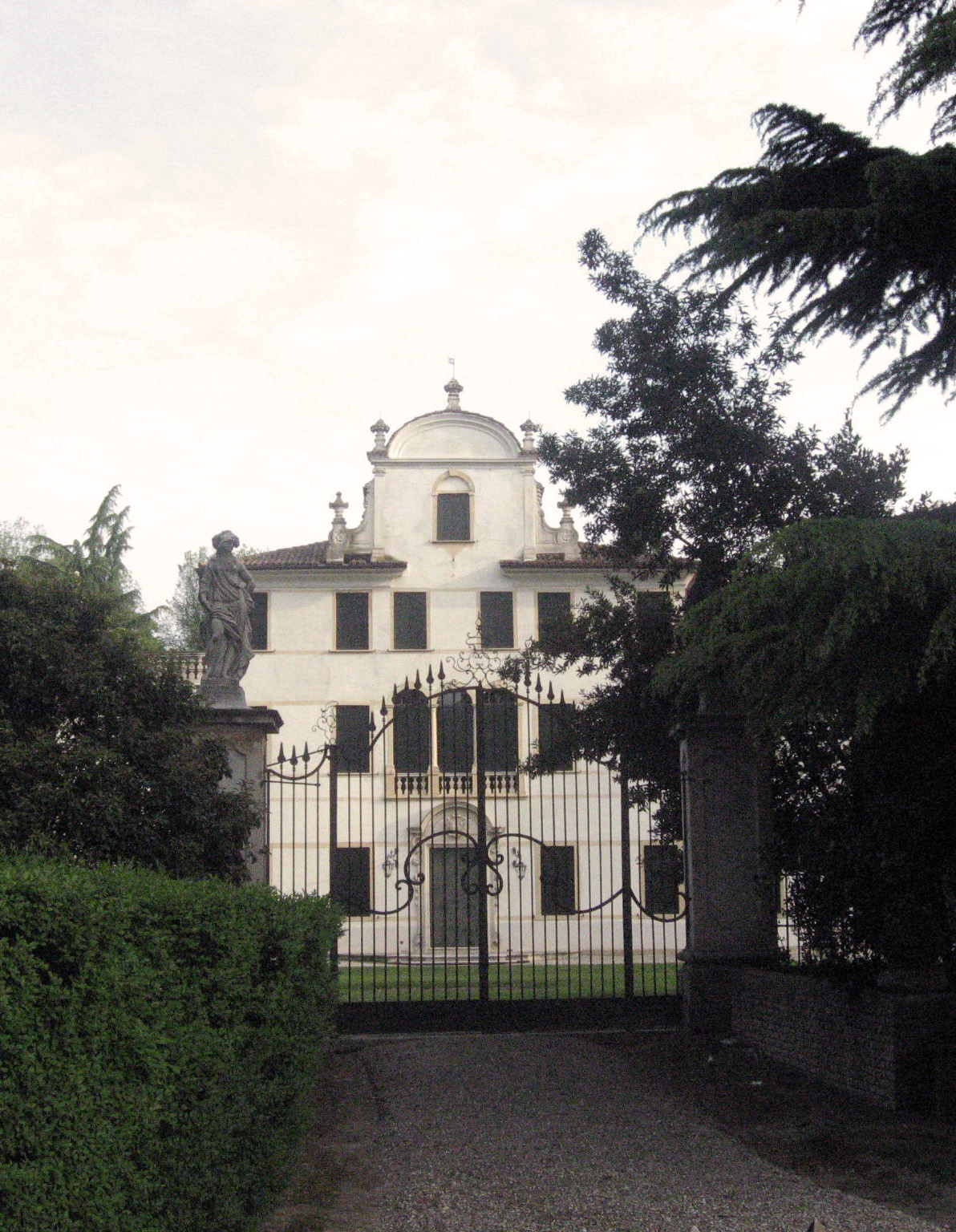
La facciata di Villa Giustiniani De Chantal Destro

Inoltre, la famiglia padovana dei Dalesmanini vi possedeva un castello, che fu probabilmente dimora di Isabella, moglie dell'imperatore Federico II di Svevia. Nel 1239, infatti, il sovrano, ospite per alcuni mesi dei Padovani, si dilettava in battute di caccia proprio a Noventa. La sua posizione, la presenza di corsi d'acqua e la fertilità delle terre attirarono indubbiamente molti facoltosi esponenti della nobiltà padovana, basti pensare che nel XIV secolo il maggior proprietario terriero era Enrico Scrovegni, uomo d'affari e banchiere legato alla cappella omonima affrescata da Giotto. Egli aveva acquistato i possedimenti un tempo appartenuti ai Dalesmanini ma, nel 1331, quando fu esiliato a Venezia, il suo feudo fu ceduto al veneziano Niccolò Foscari.
Il Trecento fu un secolo di guerre, carestie e pestilenze, a tal punto che una profonda crisi demografica mise a rischio l'esistenza stessa dell'abitato. Tuttavia la tendenza cambiò radicalmente dopo la cessione di Padova a Venezia: nel 1405 le proprietà dei Carraresi furono vendute all'asta, i patrizi Veneziani spostarono i loro interessi dal Mare alla terraferma, privilegiando le proprietà lambite dalle acque del Brenta che garantivano comunicazioni rapide con la Serenissima. Rifiorirono allora, traffici e coltivazioni, mentre il porto, documentato sin dal 1095, recuperò l'importanza originaria. Sorsero proprio in quel periodo le prime ville, legate alla funzione economico-agraria: la loro fioritura proseguì dal Cinque al Settecento, lasciando alcuni splendidi esempi ancora oggi apprezzabili.
Erano edifici di pietra che, come scrisse il veneziano Marin Sanudo, si distinguevano alquanto dalle modeste abitazioni di legno o di paglia (i cosiddetti casoni) in cui vivevano i contadini e gli allevatori. Oltre al corso del Brenta venne sfruttato anche il Canale Piovego, che, comunque, rivestì un ruolo secondario.

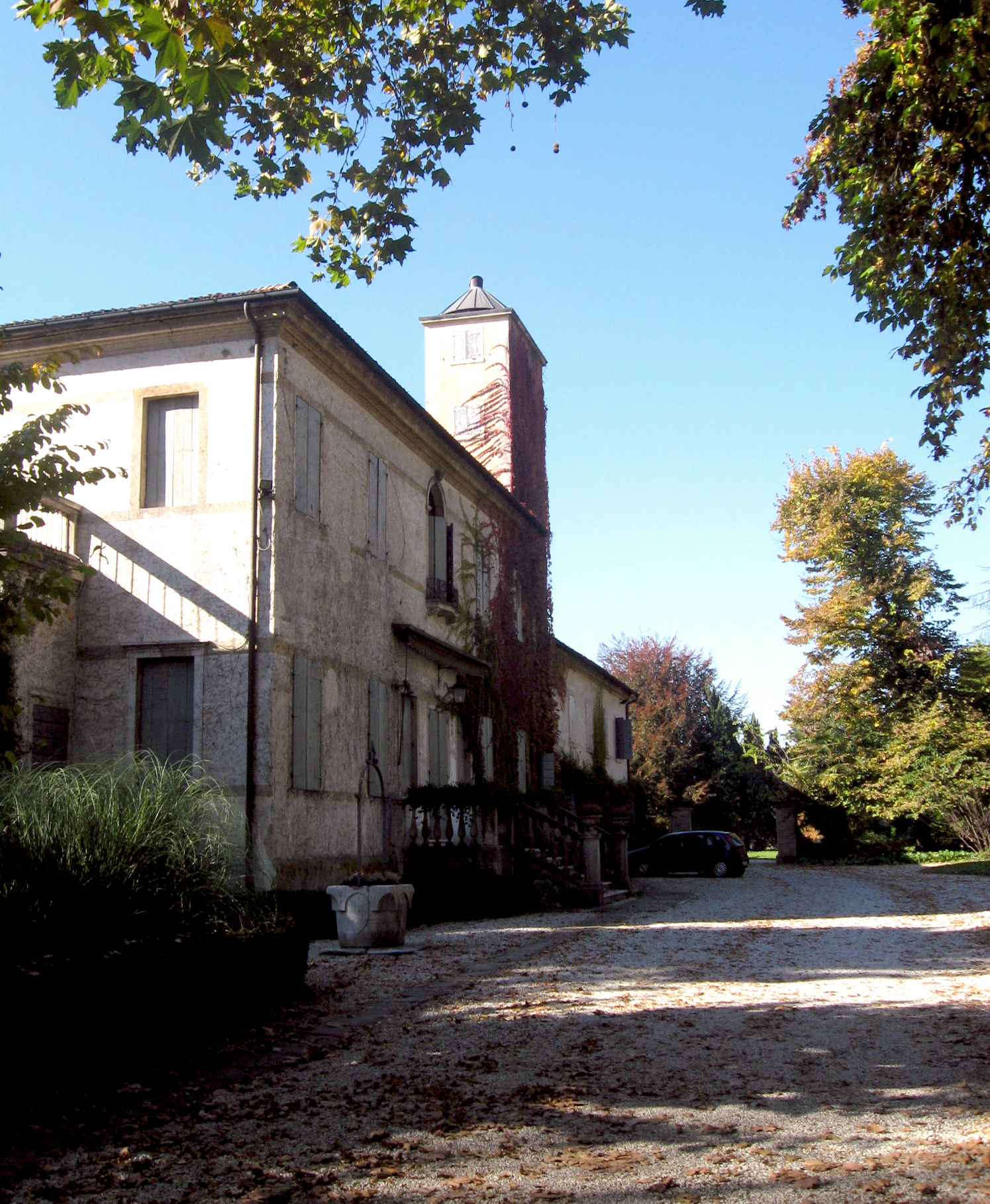
Villa Loredan Bragadin Gallini Saccomani

Nel Settecento Noventa godette di una fama addirittura europea per la comodità della villeggiatura, che aveva luogo in ville sfarzose appartenenti alla più esclusiva nobiltà veneziana. Il burchiello era, infatti, un'imbarcazione che consentiva un rapido collegamento tra Padova e Venezia attraverso il Brenta. 

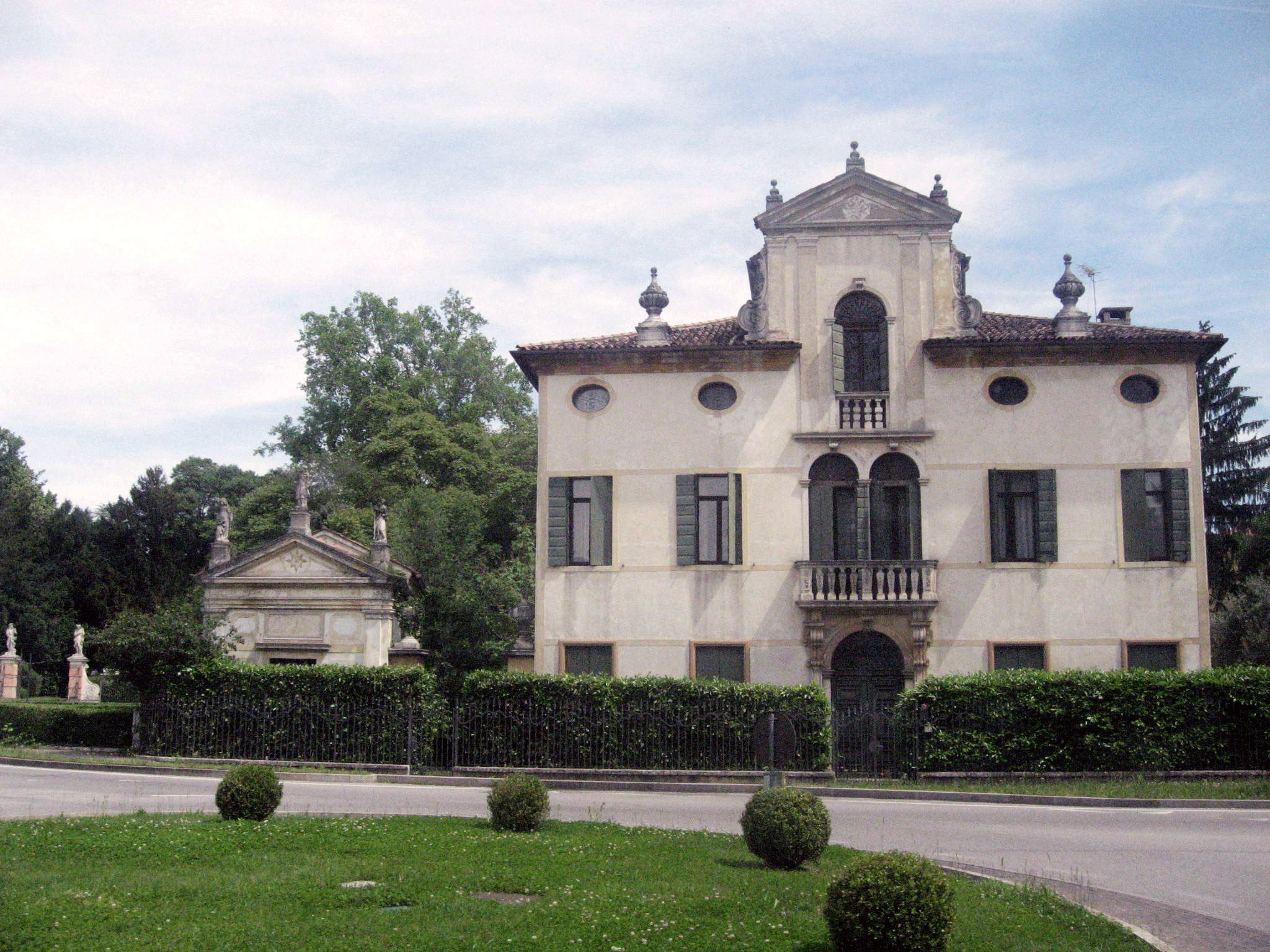
La facciata di Villa Todeschini

In quell'epoca a Noventa prese piede anche una tradizione culturale di alto livello, come riflesso dei centri vicini di Padova e Venezia. In una villa fu ospite lo scrittore e letterato Gasparo Gozzi, che ricorda il suo soggiorno in varie lettere: Melchiorre Cesarotti risiedette qui almeno nel 1789.
Nella seconda metà del secolo fu attivo anche un rinomato "Collegio dei Nobili", diretto dall'abate veneziano Giovanbattista Garganego: esso ospitava un laboratorio di fisica sperimentale, che nel 1796 passò al seminario padovano. Fu forse allievo di questa scuola Angelo Agnoletto, teologo e latinista.
In un'ordinanza del Regno d'Italia, datata 25 marzo 1807, si prescrive che il Dipartimento del Brenta è suddiviso in Distretti, Cantoni e Comuni, comprendenti una o più località circonvicine.
Noventa, come stabilito in un Decreto di Napoleone del 28 settembre 1810., era un comune appartenente al distretto di Padova del Dipartimento del Brenta, che sotto la dominazione austriaca assunse l'attuale denominazione di Provincia di Padova, subendo lievi variazioni territoriali. I comuni della Riviera del Brenta, fino ad Oriaco (attualmente frazione di Mira), furono, invece, assegnati al Dipartimento dell'Adriatico, che in seguito prese il nome di Provincia di Venezia.
In seguito all'escavazione del Taglio di San Vito, avvenuta nel 1854, il Brenta assunse il corso attuale: fino ad allora, tra Ponte di Brenta e Stra, il fiume scorreva lungo l'attuale confine comunale con Vigonza, separando l'abitato di Noventa da quello di San Vito. L'alveo giungeva, dunque, quasi in prossimità del centro urbano, sul retro delle ville Valmarana e Todeschini.
Nell'Ottocento risiedevano a Noventa Pierluigi Mabil, nella casa Bruzzo, professore di lettere all'Università di Padova, e Giovanni Santini, nella villa Saccomani, astronomo e matematico insigne, a cui è stata intitolata la scuola media. Nel periodo in cui fu sindaco, dal 1866 al 1875, Santini istituì la scuola elementare comunale.
La denominazione ufficiale di Noventa Padovana risale al 1867, anno dell'annessione del Veneto al Regno d'Italia che, con il regio decreto dell'11 agosto la distinse dagli omonimi comuni di Noventa Vicentina e Noventa di Piave. Il toponimo odierno è comunque conferma dell'antica denominazione in uso nei secoli XVII e XVIII di Noventa sotto Padova.

### Simboli

Lo stemma comunale

Lo stemma e il gonfalone sono stati concessi con DPR dell'8 dicembre 1959.
Dalla descrizione araldica dello stemma comunale si possono evincere i simboli di Noventa: la ruota che indica la navigazione fluviale; la Villa Giovannelli che rinvia alla ricchezza storico-artistica del territorio; le acque azzurre e specchianti del canale Piovego che costituisce un'importante via di comunicazione tra Padova e Venezia.
Il gonfalone è un drappo di bianco.

## Monumenti e luoghi d'interesse

### Chiesa parrocchiale
Punto di incontro della comunità, la chiesa parrocchiale di Noventa viene nominata per la prima volta nel 1203, mentre nel 1267 si incontra la titolazione a san Pietro. Soltanto tre secoli dopo, nel 1572, in occasione della visita pastorale del vescovo Ormaneto, la si trova citata come parrocchiale dei Santi Pietro e Paolo. Nel 1747 il tempio fu ricostruito e, nel 1749, fu consacrato dal cardinale Rezzonico, che diventerà successivamente papa Clemente XIII.
L'edificio, tra i più monumentali della Riviera del Brenta, richiama lo stile dell'architetto veneto Giorgio Massari, autore di alcune ville di Noventa, tra cui Villa Giovannelli. La facciata, tipicamente settecentesca, sfoggia un ampio frontone e un alto ordine di lesene. Le statue sono attribuite a Pietro Danieletti; gli angeli a uno dei Bonazza. All'interno, sopra la cappellina battesimale, è conservata una statua raffigurante la Madonna col Bambino di Giovanni Bonazza, il fondatore di una prolifica scuola di scultura veneta settecentesca. Un'altra opera di pregio è il Crocifisso, tardo seicentesco, situato nell'anti-sacrestia, legato ad un antico culto del paese e proveniente, secondo la tradizione, dall'oratorio di una villa non più esistente, dove fu benedetto san Gregorio Barbarigo. Il monumentale altare maggiore è opera del Danieletti, come le statue della facciata.
Il campanile appartiene a un'epoca posteriore: fu fatto erigere dal parroco monsignor Giuseppe Moda tra il 1854 e il 1857, su una parte a torre precedente, in stile moresco, con motivi gotico-veneziani. Per la sua altezza (56 metri) e originalità è divenuto un elemento caratteristico del paesaggio di Noventa.
Oggi la parrocchia di Noventa dispone di diversi sacerdoti, alcuni non titolari nella parrocchia, ma con ruoli importanti altrove. Un esempio è monsignor Federico Giacomin, che fu cappellano della chiesa Santi Pietro e Paolo, e che dal 2015 è direttore della casa spirituale Villa Immacolata a Torreglia.

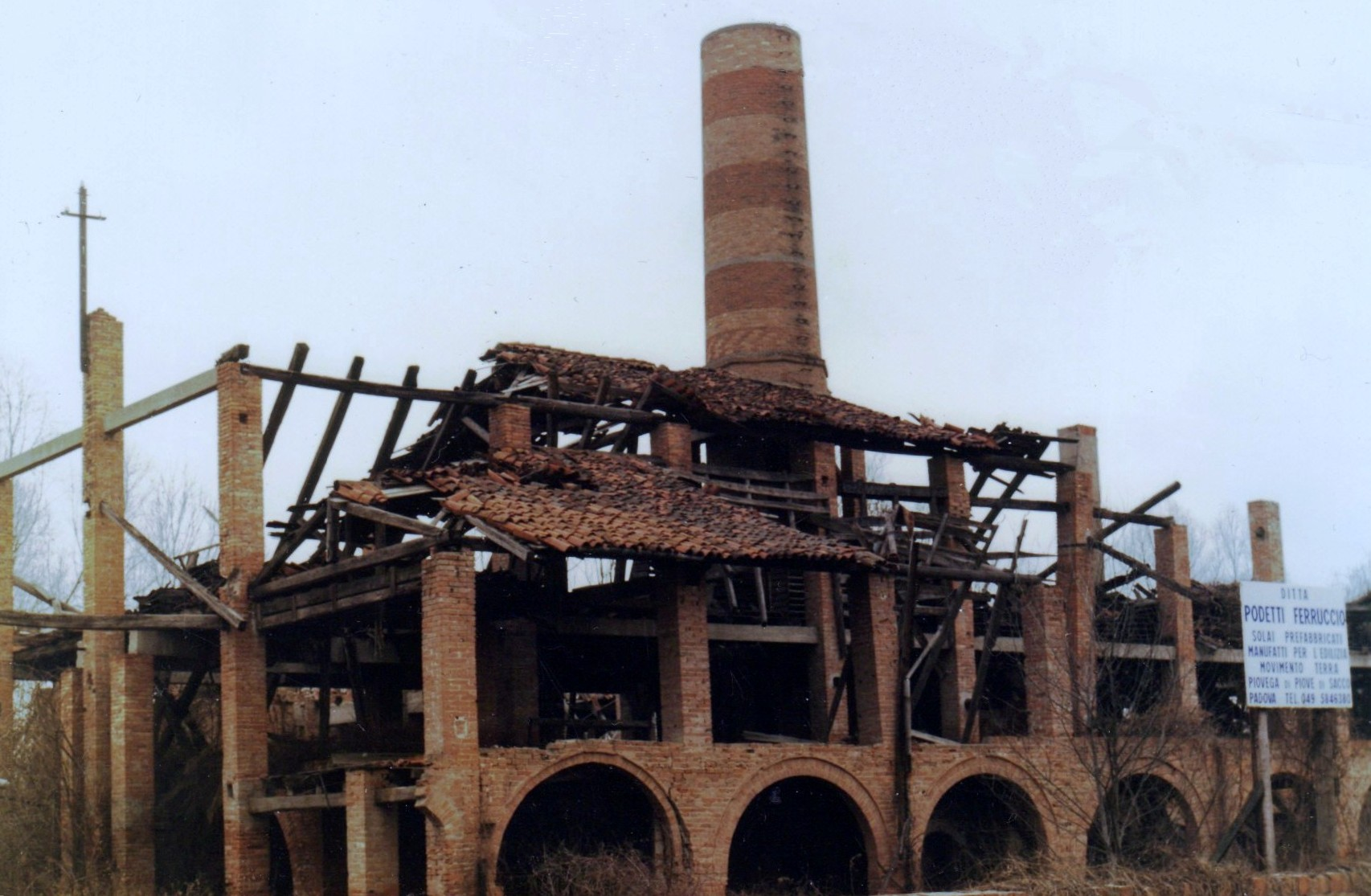
La fornace Morandi prima dei recenti interventi di riqualificazione

### Fornace Morandi
Situata nel quartiere Noventana, la fornace Morandi, oggi sito di archeologia industriale, era uno stabilimento che produceva coppi e laterizi fino alla fine degli anni cinquanta, inserito in un'area di 3,3 ettari. Dell'edificio originario, realizzato alla fine dell'Ottocento, restano attualmente soltanto il forno, parzialmente conservato, e la ciminiera. Nucleo centrale della fornace era il forno, in origine di tipo ellittico Hoffmann, una tecnologia che trovò largo impiego sul finire del secolo. A differenza del forno di Mestrino, quello di Noventa fu meccanizzato troncandone le teste ed aggiungendone una parte ulteriore, in modo da consentirne l'utilizzo non più con il classico ciclo a rotazione ma in linea. Per questa ragione i due tunnel paralleli rimasti non corrispondono appieno all'originale ellittico. La stessa ciminiera oggi appare più corta di un tempo: ciò testimonia il passaggio dal tiraggio naturale a quello forzato, che richiedeva una minore lunghezza della canna.

### Ville

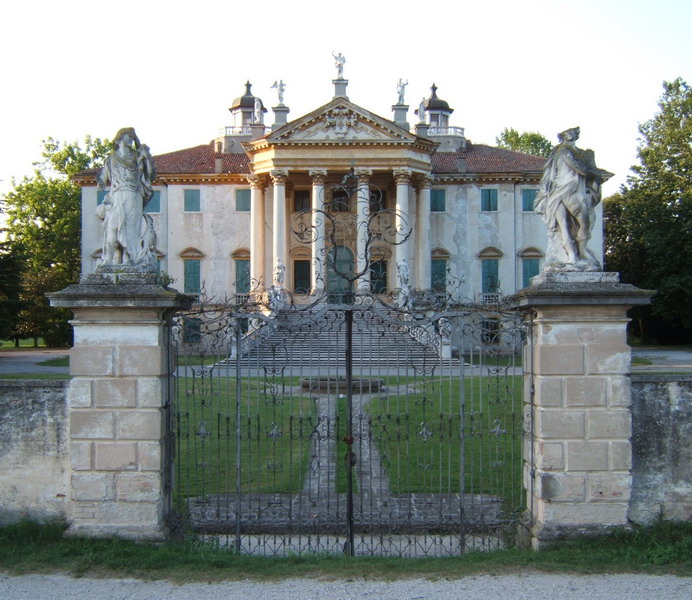
Villa Giovanelli Colonna

#### Villa Loredan Bragadin Gallini Saccomani
Situata a destra della chiesa di Noventa Padovana, è una villa di chiara origine cinquecentesca. La facciata principale presenta forme molto semplici con fasce marcapiano, finestra centrale centinata, un cornicione aggettante e una breve scalinata che conduce al piano rialzato. Il parco si estende a nord-est della villa ed è ricco di aiuole, ornate da statue, e di alberi secolari. La villa fu restaurata nella seconda metà del XVIII secolo e la sala principale è decorata da sobri stucchi e in una stanza laterale le sovrapporte sono impreziosite da bassorilievi raffiguranti pappagalli giallo-verdi. Dal 1844 al 1877, la villa fu residenza dell'illustre astronomo Giovanni Santini che ricoprì la carica di sindaco del comune dal 1866 al 1875. Attorno al 1850 egli fece erigere una torretta per le osservazioni astronomiche dello scienziato.

#### Villa Grimani Vendramin Calergi Valmarana
La villa sorge su un castello medievale della famiglia dei Delesmanini, i quali cedettero il territorio sul quale sorge la villa a Enrico Scrovegni (committente della cappella degli Scrovegni a Padova). Dopo la guerra del 1405 tra Padova dei da Carrara e la potente Venezia la villa venne comprata dalla famiglia Trevisan di Noventa che la venderanno nel 1502 descrivendola come «una casa grande in muratura con cortile tutto attorno chiuso da muro con qualche campo presso il fiume Brenta» al patriarca di Aquileia Domenico Grimani. Per tutto il cinquecento la villa fu residenza della potente famiglia veneziani finché, agli inizi del '600, una giovane Grimani sposò Vettor Calergi. Nacque così il ramo dei Grimani-Calergi che mantennero la proprietà per tutto il secolo. Tra il seicento e il settecento si arrivò all'estinzione di questa famiglia nobile veneziana e venne nominato erede nel 1738, per mancanza di discendenti diretti, un nipote: Nicolò Vendramin di San Marcuola. L'ultima erede dei Vendramin-Calergi fu la contessa Elena Marina Maria che sposò il conte Andrea Valmarana che la lasciò vedova nel 1861. La contessa lasciò nel suo testamento in eredità la villa al comune di Noventa Padovana con l'obbligo di istituire una scuola per ragazze sordomute e di non spostare il ritratto della contessa e di suo marito dalla posizione originale. l'istituto per le ragazze sordomute iniziò a funzionare nel 1909. Durante la seconda guerra mondiale la villa venne utilizzata come Ospedale Militare di Padova. La struttura della villa, caratterizzata dal coronamento centrale rialzato e raccordato alla parte sottostante da volute (che subirono certamente dei rifacimenti) con ali avanzate laterali, appare in tutta la sua ampia e solida volumetria, all'interno di un parco abbastanza recente. All'interno della villa sono presenti dei vasti complessi settecenteschi ad affresco e decorazioni rococò a chinoiserie che impreziosiscono il piano nobile: questo ciclo decorativo, opera dello scenografo e pittore Andrea Urbani, rappresenta per Noventa il vero canto del cigno del Settecento pittorico veneziano, che in questa villa trovava un tempo un'altra testimonianza anche in tre tele di Giovan Battista Tiepolo. Dietro la villa passava il fiume Brenta; infatti, originalmente, la facciata era nella parte posteriore della villa attuale.

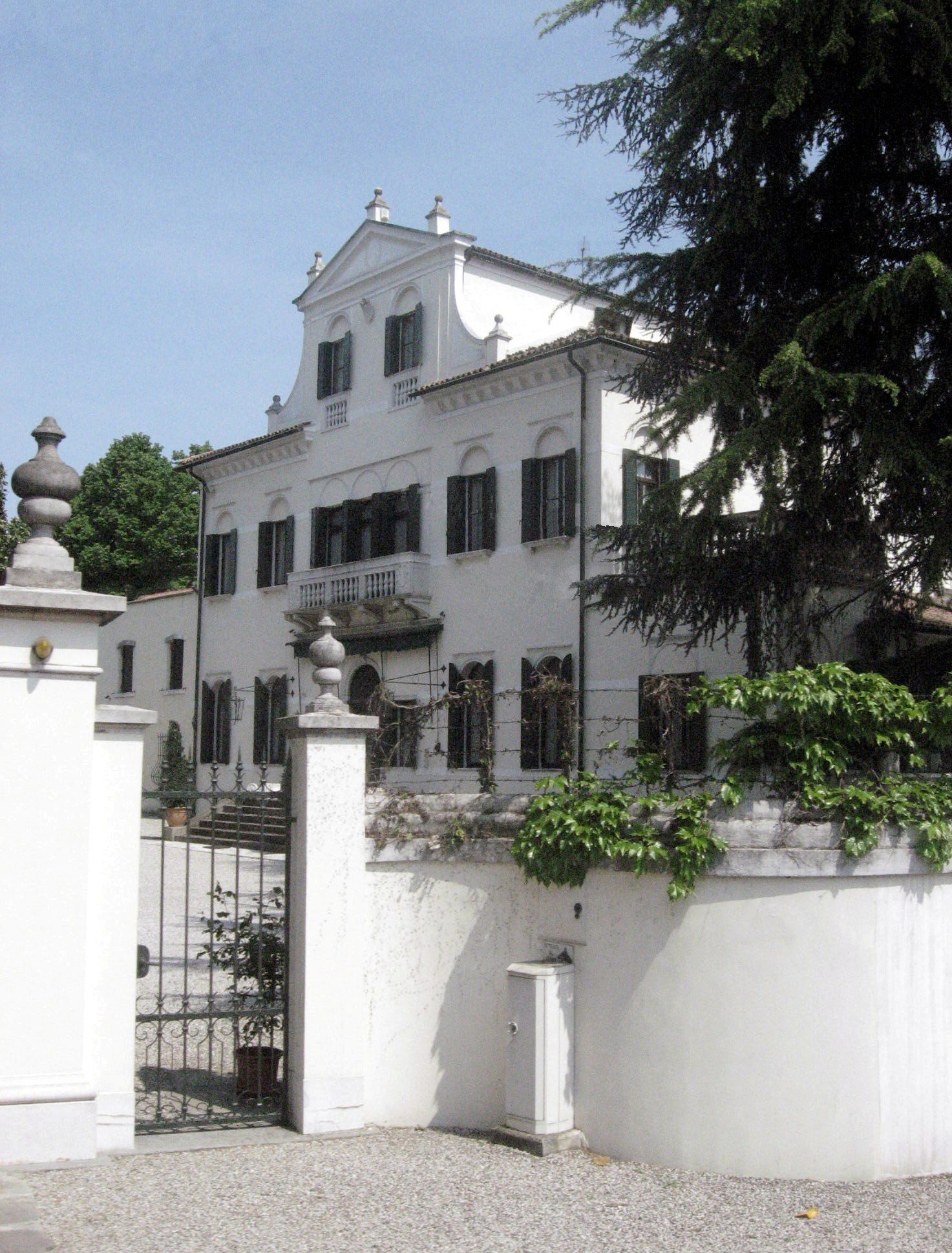
Villa Gussoni Candian

#### Villa Giovanelli Colonna
La villa fu commissionata dal patriarca di Venezia Giovanni Maria Giovanelli, patrizio di origine bergamasca e fu realizzata su progetto di Antonio Gaspari, allievo del Longhena nell'ultimo decennio del Seicento. Nel 1738 Giorgio Massari aggiunse una scalinata ornata da statue di Antonio Tarsia, Antonio Gai, e Paolo Groppelli; all'interno la villa è decorata da affreschi di Giuseppe Angeli e Francesco Zanchi. La facciata dell'edificio compare nello stemma del comune. All'interno, la villa si articola intorno a un ampio salone, le cui pareti furono dipinte da Giuseppe Angeli nel 1760. Gli appartamenti laterali, che ospitano scale a piccolo salone, rappresentano un chiaro influsso dello stile di Baldassarre Longhena. Gli interni sono decorati da copiosi stucchia da puttini e medaglioni con scene figurate, opera di decoratori del primo Settecento, provenienti per lo più dal Canton Ticino, è un esempio di ritorno palladiano in epoca barocca.

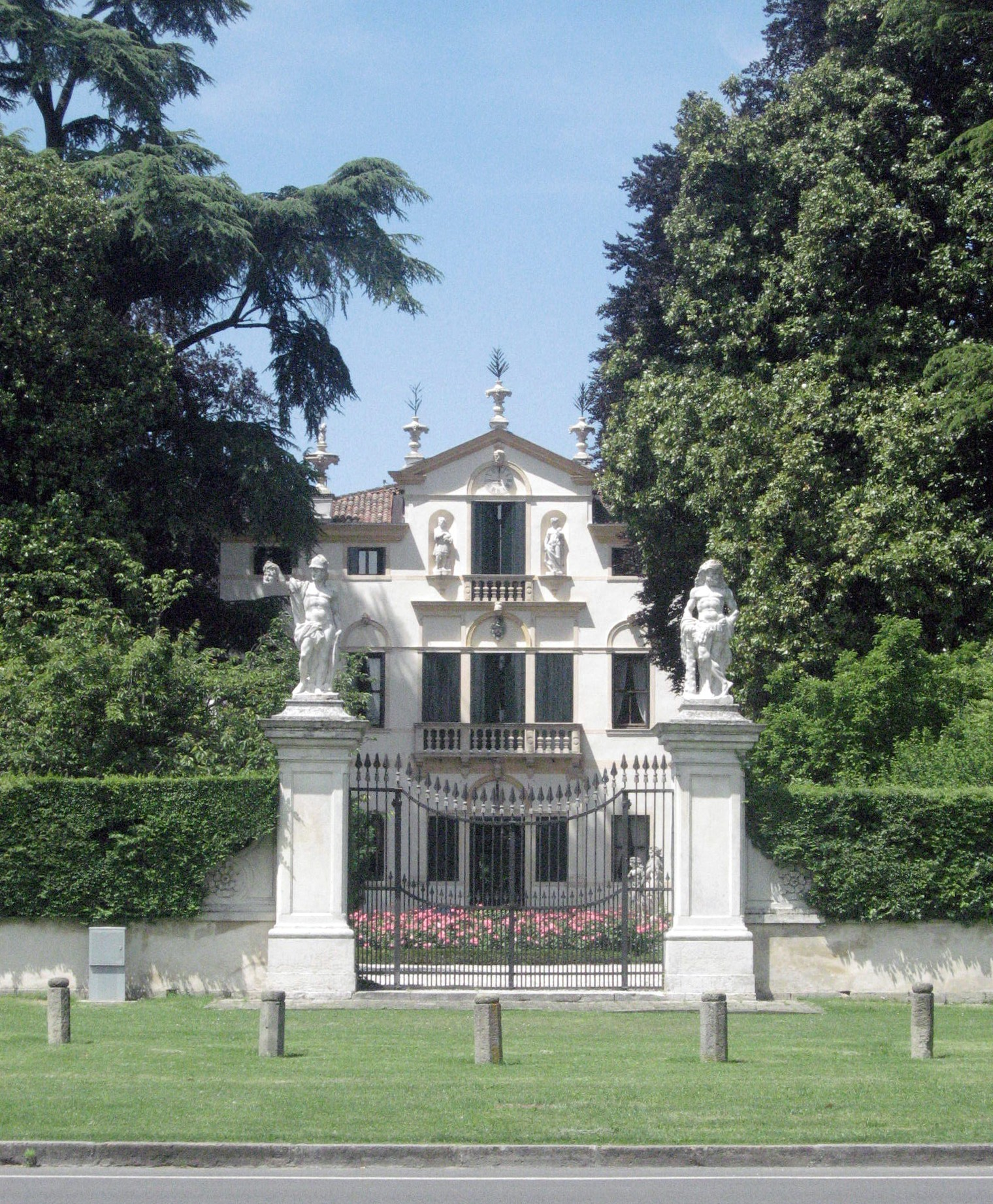
Villa Vendramin Cappello Collizzolli

#### Villa Manzoni
Costruita nella seconda metà del Settecento in prossimità dell'antico corso del Brenta che scorreva sul luogo attuale della Strada Provinciale 33, conserva all'interno i magnifici affreschi di Andrea Urbani. Nell'ampio giardino spiccano le grandi conifere, specialmente Cedri del Libano, che per bellezza e dimensioni sono davvero notevoli.

#### Villa Todeschini
L'elegante edificio risale al XVII secolo e apparteneva ai Marcello, poi ai Toniolo e dal 1786 ai Todeschini. La villa ripropone lo schema tipico delle ville di medie dimensioni della riviera del brenta con timpano centrale ed è affiancata da una chiesetta, eretta nel 1805.

#### Villa Gemma
La villa dai caratteri settecenteschi (in passato conosciuta come Villa Suppiei-Penasa ed ora di proprietà della famiglia Giaretta) presenta vaste adiacenze rustiche e alcuni alberi del vecchio parco. L'edificio, riportò ingenti danni in seguito all'alluvione del 1966: il corpo orientale fu distrutto dalla vicina 'rotta', l'ultima di una serie sicuramente secolare.

#### Villa Canella Dalla Favera
La villa, di impianto settecentesco, presenta interventi del secolo successivo mantenutisi sempre nel carattere "rustico" della residenza di villeggiatura. La facciata posta a settentrione che si affaccia sul canale, pur priva del timpano originario, presenta tuttora il poggiolo del primo piano con balcone centinato e le finestre disposte in modo simmetrico. A sud est sorge la barchessa, ancora in buono stato di conservazione, che si innesta al corpo centrale dell'edificio, provvisto di parco.

#### Villa Vendramin Cappello Collizzolli
L'edificio dà su un giardino raccolto, popolato da statue di soggetto mitologico, chiuso da altissime piante e dalle ampie arcate della solida "barchessa"; verso la fila svettante dei pioppi cipressini il muro di cinta in cui si aprono due cancelli. L'edificio, di origine cinquecentesca, fu probabilmente rimaneggiato sul finire del secolo XVII, mentre gli interni assunsero l'aspetto definitivo in epoca neoclassica, con le pitture su marmorino sui soffitti del pianoterra e gli affreschi attribuiti a Costantino Cedini.

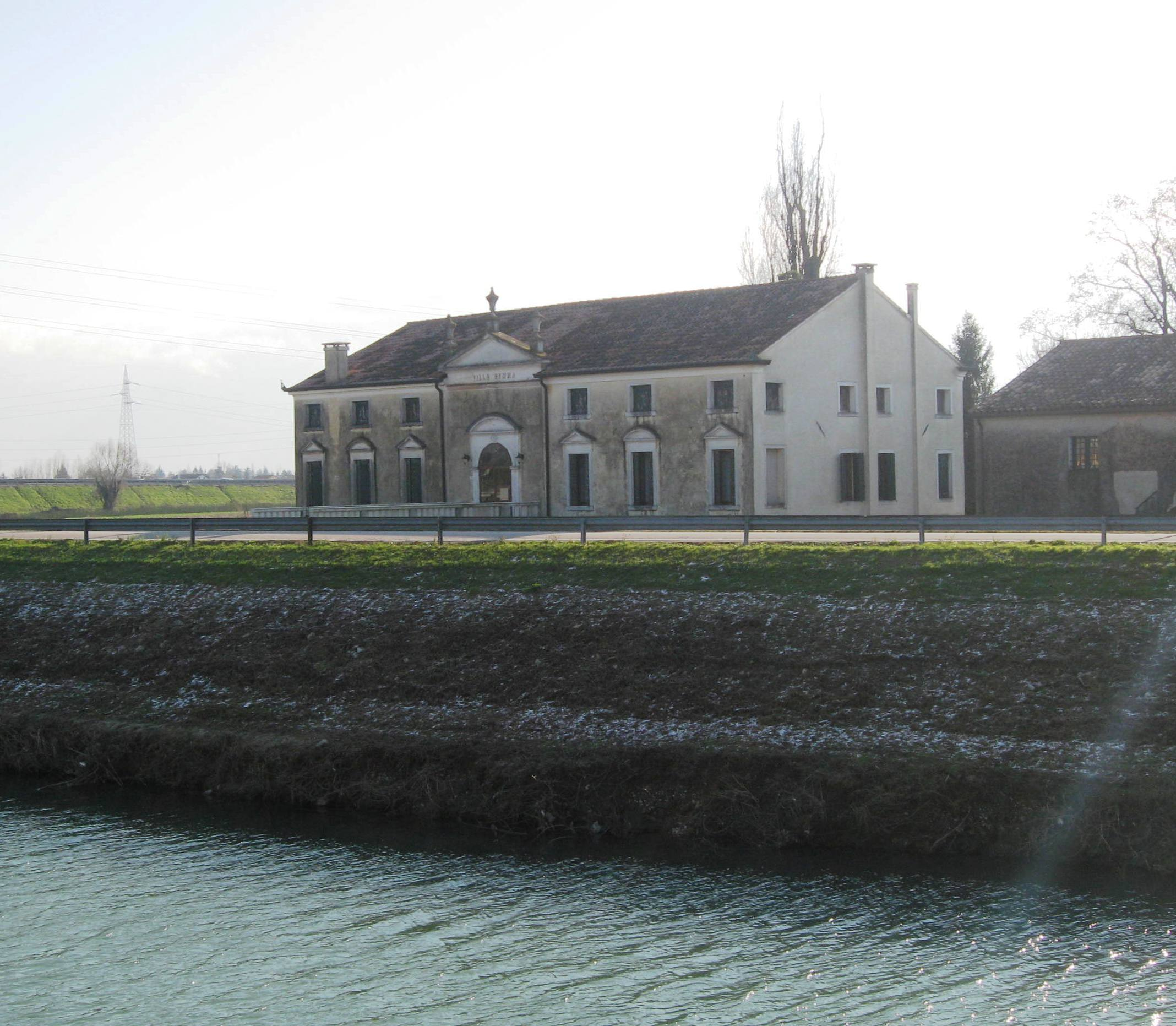
Villa Gemma, un esempio di villa veneta rurale

#### Villa Morosini Antonibon
L'edificio, risalente almeno dalla metà del XVIII secolo, è costituito da un corpo centrale, dotato di timpano e portale settecenteschi, e da due lunghe ali laterali di carattere rustico che appaiono tuttavia anteriori a tale data, forse della fine del Seicento o dei primi anni del Settecento. L'estremità dell'ala sinistra, che prima ospitava un oratorio, è stata trasformata, in tempi recenti, in parte abitativa.

#### Villa Giustiniani De Chantal Destro
Nata come centro di un'azienda agricola, divenne un luogo di splendida villeggiatura per tutto il settecento e gli inizi dell'ottocento. L'edificio attuale, ad un'analisi accurata, si rivela essere l'adattamento di un edificio tardo-cinquecentesco al quale nel settecento furono aggiunte due brevi ali laterali e il coronamento con timpano; l'interno è impreziosito dagli affreschi di Andrea Urbani.

#### Villa Gussoni Candian
La residenza si fa risalire alla prima metà del '500, periodo in cui la Villa Veneta riceve un'evidente influenza rinascimentale: la semplicità del timpano e della trifora centrale con colonnine e poggiolo ne sono un esempio. La facciata principale è stata poi rivisitata verso la metà del Settecento, con l'aggiunta di due volute di raccordo tra il timpano e il corpo centrale dell'edificio e l'ala Sud, scandita da una aggettante balaustra.

## Società

### Evoluzione demografica
Secondo il decreto napoleonico del 28 settembre 1810 il comune di Noventa, appartenente al distretto I di Padova del Dipartimento del Brenta, contava 895 abitanti, mentre al censimento del 1821, sotto la dominazione austriaca, la popolazione era salita a 1 042 residenti.
Il 30 aprile 1900, nella relazione della visita del vescovo di Padova a Noventa, emerge che la popolazione comunale ammontava a 1 973 abitanti.
Il paese, attualmente compreso nell'agglomerato urbano di Padova, ha conosciuto nel primo decennio del XXI secolo un massiccio incremento demografico, simile a quello registrato negli anni sessanta: nel 2000 si contavano 7 971 abitanti.
Abitanti censiti

### Etnie e minoranze straniere
Il 1º gennaio 2023, su una popolazione di 11 497 abitanti, si contavano 1 454 stranieri (12,65%). Le comunità più numerose sono:
- Romania, 447
- Cina, 300
- Bangladesh, 207
- Moldavia, 84
- Marocco, 65
- Nigeria, 62
- Albania, 60

## Cultura

### Manifestazioni
- Festa della Befana (6 gennaio)
- Festa del Volontariato (2 giugno)
- Festa Patronale Noventana (13 giugno) Sant'Antonio da Padova
- Festa Patronale Noventa Padovana (29 giugno) SS. Pietro e Paolo
- Festa del Redentore sul Ponte Piovego (terzo fine settimana di luglio)
- Zoom Zoom Festival (inizio di giugno)
- Fiera di Noventa (quarta domenica di ottobre) detta anche "Sagra del folpo" oppure "Antica Fiera del folpo"

#### LaSagra del folpo
La fiera d'autunno è di tradizione seicentesca, come dimostrano i documenti storici del periodo. Lo storico Andrea Gloria nel manoscritto Territorio Padovano illustrato del 1862 riporta che proprio a Noventa «frequentatissima v'è la fiera annua in ottobre della quale Girolamo Vendramin ottenne la conferma il 1758, trasferita dalla seconda all'ultima domenica di ottobre per la Ducale 11 settembre 1776.» La fiera infatti cadeva nella domenica della Madonna del Rosario, festa molto sentita dagli abitanti del tempo e favoriva l'economia agricola locale, ampliando il mercato di bestiame e prodotti della terra. La Serenissima concesse infatti una franchigia dai dazi per le merci commerciate nella sagra di Noventa. Non mancava tuttavia la componente del divertimento: i cittadini erano intrattenuti da attori girovaghi e dalle bancarelle con i prodotti gastronomici locali. Oggi, d'altra parte, la fiera ruota attorno all'artigianato locale, alle attrazioni per bambini e ai folpari, ossia i venditori di polpi caldi.

## Infrastrutture e trasporti
Il servizio pubblico di collegamento con Noventa Padovana è svolto con autocorse esercite da APS Holding e Busitalia-Sita Nord.
Fra il 1885 e il 1954 nella cittadina fu presente inoltre una stazione della tranvia Padova-Malcontenta-Fusina, gestita dalla Società delle Guidovie Centrali Venete (gruppo Società Veneta) che assieme al Brenta stesso dava origine ad un sistema di trasporti integrato.

## Amministrazione
Eccetto una breve parentesi di commissariamento, Noventa Padovana dal 1946 a oggi è stata retta da dodici sindaci di orientamento prevalentemente cristiano-democratico, il primo dei quali nominato dal Comitato di Liberazione Nazionale di Padova.

### Sindaci dal 1946
| Nominativo                                           | Nominativo                                        | Partito / Coalizione                              | Periodo                                           | Elezione                                          |
| Sindaci eletti dal Consiglio comunale (1946-1993)    | Sindaci eletti dal Consiglio comunale (1946-1993) | Sindaci eletti dal Consiglio comunale (1946-1993) | Sindaci eletti dal Consiglio comunale (1946-1993) | Sindaci eletti dal Consiglio comunale (1946-1993) |
| ---------------------------------------------------- | ------------------------------------------------- | ------------------------------------------------- | ------------------------------------------------- | ------------------------------------------------- |
|                                                      | Antonio Maretto                                   | Partito Comunista Italiano                        | 1946-1951                                         | 1946                                              |
|                                                      | Guido Pasetto                                     | Partito Comunista Italiano                        | 1951-1956                                         | 1951                                              |
|                                                      | Pasquale Ruffato                                  | Democrazia Cristiana                              | 1956-1964                                         | 1956                                              |
| 1960                                                 | Pasquale Ruffato                                  | Democrazia Cristiana                              | 1956-1964                                         |                                                   |
|                                                      | Gaetano Franceschini                              | Democrazia Cristiana                              | 1964-1966                                         | 1964                                              |
|                                                      | Silvano Volpato                                   | Democrazia Cristiana                              | 1966-1970                                         | (1964)                                            |
|                                                      | Adolfo Bruzzo                                     | Democrazia Cristiana                              | 1970-1975                                         | 1970                                              |
|                                                      | Giancarlo Cusin                                   | Democrazia Cristiana                              | 1975-1976                                         | 1975                                              |
|                                                      | Danilo Righetto                                   | Democrazia Cristiana                              | 1976-1977                                         | (1975)                                            |
|                                                      | Luca Marchese (Commiss. prefettizio)              | -                                                 | 1977-1978                                         | -                                                 |
|                                                      | Renato Nalesso                                    | Democrazia Cristiana                              | 1978-1993                                         | 1978                                              |
| 1983                                                 | Renato Nalesso                                    | Democrazia Cristiana                              | 1978-1993                                         |                                                   |
| 1988                                                 | Renato Nalesso                                    | Democrazia Cristiana                              | 1978-1993                                         |                                                   |
| Sindaci eletti direttamente dai cittadini (dal 1993) |                                                   |                                                   |                                                   |                                                   |
|                                                      | Paolo Kusstatscher                                | Centro-sinistra                                   | 1993-1997                                         | 1993                                              |
|                                                      | Renato Nalesso                                    | Centro-destra                                     | 1997-2001                                         | 1997                                              |
|                                                      | Giuseppe Paviola                                  | Centro-sinistra                                   | 2001-2011                                         | 2001                                              |
| 2006                                                 | Giuseppe Paviola                                  | Centro-sinistra                                   | 2001-2011                                         |                                                   |
|                                                      | Luigi Alessandro Bisato                           | Centro-sinistra                                   | 2011-2021                                         | 2011                                              |
| 2016                                                 | Luigi Alessandro Bisato                           | Centro-sinistra                                   | 2011-2021                                         |                                                   |
|                                                      | Marcello Bano                                     | Centro-destra                                     | 2021-in carica                                    | 2021                                              |